# GAZ-MM
GAZ-MM − lekki samochód ciężarowy produkowany przez firmę GAZ w latach 1938–1950. Dostępny jako 2-drzwiowy pick-up. Do napędu użyto silnika R4 o pojemności 3,3 litra. Moc przenoszona była na oś tylną poprzez 4-biegową skrzynię biegów. Samochód wyposażony był w mechaniczne hamulce na obu osiach.
Samochód był wierną kopią amerykańskiego Forda AA. Od GAZa-AA różnił się zastosowanym silnikiem – był on mocniejszy.
Warto podkreślić, że w rzeczywistości GAZ-MM było oznaczeniem wzmocnionego silnika, natomiast w dokumentacji fabrycznej samochody te były nadal oznaczane jako GAZ-AA.
Od początku 1942 roku w produkowanych samochodach wprowadzono liczne uproszczenia wojenne z powodu deficytu surowców i chęci zwiększenia produkcji: rezygnowano z drzwi kabiny, jednego reflektora, zderzaka, przednich hamulców, wprowadzono proste spawane błotniki. W połowie 1942 roku powróciły drzwi kabiny, lecz obite deskami zamiast blachy i z odsuwanymi oknami zamiast opuszczanych.

## Dane techniczne

### Silnik
- R4 3,3 l (3285 cm³), 2 zawory na cylinder, SV
- Układ zasilania: gaźnik
- Średnica cylindra × skok tłoka: 98,43 mm × 107,95 mm
- Stopień sprężania: 4,6:1
- Moc maksymalna: 50 KM przy 2800 obr./min
- Maksymalny moment obrotowy: 17,0 kGm

### Osiągi
- Prędkość maksymalna: 70 km/h (załadowany)
- Średnie zużycie paliwa: 21 l / 100 km

### Inne
- Promień skrętu: 7,5 m
- Koła: 6,5 x 20 cali
- Ładowność: 1500 kg